# Ulti
Ulti ou Ultimó, é um  jogo de cartas de ganhar vazas nacional da Hungria para três jogadores. É um jogo praticamente desconhecido fora de suas fronteiras.

## História
Seu nome deriva da ação de ganhar a última vaza com o trunfo mais baixo, uma característica derivada de vários jogos como o Trappola e o Tapp Tarock jogados na Europa Central e no antigo Império Austro-Húngaro, embora o jogo como um todo deva ter se originado naturalmente a partir do jogo tcheco Mariaš, mencionado pela primeira vez na Hungria em 1787 e descrito pela primeira vez em 1883, como sugerido pelo seu nome alternativo Talonmariaš, descrito como "Ultimáriás" por GJ Potter em 1930.  Todos os jogos são derivados do antigo jogo francês Marriage .

## Diferentes conjuntos de regras
É importante observar que as regras deste jogo não são universais e, normalmente, cada grupo de jogadores terá seu próprio conjunto de regras com as quais concordam. Quando as pessoas jogam juntas pela primeira vez, geralmente se leva um tempo considerável até que elas cheguem a um acordo sobre o conjunto de regras que jogarão. Algumas regras podem alterar significativamente a estratégia (consulte a referência para um conjunto de regras diferente do que está descrito abaixo).

## Início
Três jogadores usam um baralho alemão de 32 cartas, a ordem decrescente das cartas é: Ace 10 King Over Unter 9 8 7 (ou Às 10 Rei Dama Valete 9 8 7 no Baralho Francês de 52 cartas). O primeiro carteador é escolhido por qualquer meio acordado e, a partir daí, a vez de distribuir e jogar passa para a direita. O carteador distribui 5 cartas para cada jogador, 7 para o primeiro jogador à sua direita e, em seguida, e então mais 5 cartas para cada um dos jogadores.

## Objetivo e contratos
Cada jogo começa com um leilão entre os jogadores. Quem der o maior lance (contrato) se torna o solista e joga sozinho contra os outros dois (time defensivo) com o objetivo de cumprir o contrato que declarou. Nos jogos com naipe de trunfo, os Ases e os 10 capturados nas vazas valem 10 pontos cada, e vencer a última vaza vale mais 10, perfazendo um total possível de 90 pontos. Além disso, declarar um casamento (Rei e Dama do mesmo naipe) adiciona 20 pontos, ou 40 pontos se for do naipe de trunfo, elevando o total máximo possível de pontos para 190. Nos jogos sem naipe de trunfo, os pontos das cartas e dos casamentos não contam, e a ordem decrescente das cartas é: Ace King Over Unter 10 9 8 7 (ou Ás Rei Dama Valete 10 9 8 7 no Baralho Francês de 52 cartas).

### Lances
| Tipo de lance                       | Condições de vitória | Condições de derrota                                                                                        | Valor se ganhar | Valor se perder | Jogo com Trunfo | Hierarquia das cartas 10 | Lance extra do Jogo Simples |
| ----------------------------------- | --- | --- | --------------- | --------------- | --------------- | ------------------------ | --------------------------- |
| Jogo Simples (Simple)               | O solista termina o jogo com uma pontuação superior à da equipe defensora. | O solista termina o jogo com uma pontuação inferior à do time defensor.                                     | 1               | 1               | Sim             | Alta                     | -                           |
| 40-100                              | O solista faz um casamento no naipe de trunfo e também marca pelo menos 60 pontos adicionais nas vazas. Observe que neste contrato nenhum jogador pode declarar qualquer outro casamento.        | O solista não consegue marcar pelo menos 60 pontos nas vazas.                                               | 4               | 4               | Sim             | Alta                     | Não                         |
| Quatro Ases (Four Aces)             | O solista vence todas as vazas onde os Ases foram jogados. | O solista perde pelo menos um Ás para a equipe defensora.                                                   | 4               | 4               | Sim             | Alta                     | Sim                         |
| Ulti                                | O solista vence a última vaza com o 7 de trunfo. | O solista é forçado a jogar o 7 de trunfo antes da última vaza ou perde a última vaza para um trunfo maior. | 4               | 4 + 4           | Sim             | Alta                     | Sim                         |
| Nulo (Betli)                        | O solista perde todas as vazas. | O solista ganha pelo menos 1 vaza.                                                                          | 5               | 5               | Não             | Baixa                    | Não                         |
| Capote sem Trunfo (Plain Durchmars) | O solista ganha todas as vazas. | O solista perde pelo menos 1 vaza.                                                                          | 6               | 6               | Não             | Baixa                    | Não                         |
| Capote com Trunfo (Trump Durchmars) | O solista ganha todas as vazas. | O solista perde pelo menos 1 vaza.                                                                          | 6               | 6               | Sim             | Alta                     | Não                         |
| 20-100                              | O solista faz um casamento num naipe que não é de trunfo e também marca pelo menos 80 pontos adicionais nas vazas. Observe que neste jogo nenhum jogador pode declarar qualquer outro casamento. | O solista não consegue marcar pelo menos 80 pontos nas vazas.                                               | 8               | 8               | Sim             | Alta                     | Não                         |

Todos os lances possuem duas formas distintas - para jogos com trunfo, se usa um valor simples de pontuação num lance em que o naipe de trunfo é paus, ouros ou espadas (equivalendo a castanhas, sinos e folhas no naipe alemão, estes naipes não são declarados durante o leilão) e um valor duplo de pontuação num lance onde o trunfo é copas (equivalendo a corações no naipe alemão). Neste último caso, o sufixo "de Copas" é anexado ao nome do lance. O naipe de copas em si não tem nenhuma outra distinção no jogo, no entanto, ao nomear o naipe de trunfo durante o leilão, o jogador dá informações sobre seu jogo e fica, portanto, ligeiramente em desvantagem.
Em jogos sem naipe de trunfo, como Nulo ou Capote sem Trunfo, a forma de lance de valor duplo é apenas uma segunda fase idêntica que ajuda o leilão a continuar com lances mais altos.
Os lances Nulo e Capote também têm um lance adicional chamado Aberto. Ao jogar um lance Aberto, todos os jogadores colocam suas cartas na mesa e mostram aos outros logo após a primeira vaza. Os jogadores profissionais geralmente já terminam o jogo após a "abertura", enquanto inspecionam as mãos concluem se o solista ganha ou perde o jogo. Os lances abertos valem o dobro do valor base do Nulo e Capote sem Trunfo e o dobro do Capote com Trunfo.

Lances possíveis no Ulti (em inglês).

Os lances podem ser combinados livremente, desde que façam sentido, conforme mostrado na figura. O valor de um lance combinado é a soma dos valores dos seus componentes individuais. É importante notar, porém, que na conclusão do jogo os lances constituintes são avaliadas e pontuadas de forma independente. Um Capote Ulti 40-100, portanto, obtém 4 + 6 + 4 = 14 pontos se todos os requerimentos forem bem-sucedidos e 4 − 6 + 4 = 2 pontos se o Capote falhar. A dobragem é feita componente por componente também, o que significa que se um defensor conseguir dobrar um Capote no exemplo acima, o resultado líquido da rodada é de 4 − 12 + 4 = −4 pontos.
O Ulti é um lance único no sentido de que acarreta uma penalização adicional de 4 pontos em caso de perda (8 pontos se for Ulti de Copas). Dobrar, no entanto, não afeta a penalidade, então um Ulti de paus dobrado e perdido custa 8 + 4 pontos para o solista (16 + 4 ou 32 + 4 se redobrado ou surdoubled).
Os lances Ulti e Quatro Ases valem 1 ponto extra (2 se for em Copas) além de seu valor padrão se não forem combinados com nenhum outro lance, já que implicitamente eles são combinados com o lance Jogo Simples. Portanto, o solista deve tentar completar um objetivo extra neste caso: marcar mais pontos do que a equipe defensora. No entanto, uma vez que os lances constituintes são tratadas de forma independente, a falha em completar o Jogo Simples não faz com que o solista perca o lance, mas seus ganhos serão reduzidos pelo valor de um Jogo Simples. O componente Jogo Simples, como qualquer componente em qualquer lance, pode ser duplicado separadamente.
Normalmente, um jogador que declara um Jogo Simples (sem ser de Copas) desiste do jogo duplicado se ninguém fizer um lance maior. Isso é feito para evitar que os adversários concluam lances não declarados e também para acelerar o jogo jogando lances mais valiosos. Em certos círculos, desistir de um Jogo Simples não é opcional, mas feito por convenção.
No leilão, um lance é classificado acima de outro lance se o seu valor total for superior ao do outro lance ou igual, mas composto de menos componentes. Um Ulti (4 + 1 pontos), portanto, pode ser declarado sobre um 40-100 (4 pontos) e um Nulo (5 pontos) pode ser declarado sobre um Ulti. Há uma única exceção a esta regra: embora tenha o mesmo valor total e número de componentes, um Ulti de Copas e Quatro Ases de Copas podem ser superados pelos 40-100 Capote ou Ulti Capote para facilitar a ocorrência desses raros, mas indiscutivelmente mais emocionantes lances. Se mais lances tiverem o mesmo valor e a mesma quantidade de componentes, o superior é aquele dito antes, mas numa posição igual o Ulti é sempre superior ao Quatro Ases. Por exemplo, 40-100 Ulti Quatro Ases (12 pontos) é inferior ao 20-100 Quatro Ases (12 pontos), que é inferior ao 20-100 Ulti (12 pontos).
A tabela a seguir apresenta todos os 54 lances possíveis em ordem crescente de valor e precedência. A classificação e as cores de linha alternadas representam incrementos na escada de lances de 35 degraus, pois há muitas combinações de valores iguais que não podem ser declaradas umas sobre as outras.
| Classificação | Valor total | Componentes | Lance                              | 100 não declarado | Ulti não declarado | Não declarados | Naipe de trunfo    |
| ------------- | ----------- | ----------- | ---------------------------------- | ----------------- | ------------------ | -------------- | ------------------ |
| 1             | 1           | 1           | Jogo Simples                       | 2                 | 2                  | 3              | Paus/Ouros/Espadas |
| 2             | 2           | 2           | Jogo Simples de Copas              | 4                 | 4                  | 6              | Copas              |
| 3             | 4           | 4           | 40-100                             | -                 | 2                  | 3              | Paus/Ouros/Espadas |
| 4             | 5           | 4+1         | Quatro Ases                        | 2                 | 2                  | 3              | Paus/Ouros/Espadas |
| 5             | 5           | 4+1         | Ulti                               | 2                 | -                  | 3              | Paus/Ouros/Espadas |
| 6             | 5           | 5           | Nulo                               | -                 | -                  | -              | -                  |
| 7             | 6           | 6           | Capote com Trunfo                  | -                 | 2                  | -              | Paus/Ouros/Espadas |
| 7             | 6           | 6           | Capote sem Trunfo                  | -                 | -                  | -              | -                  |
| 8             | 8           | 4+4         | 40-100 Quatro Ases                 | -                 | 2                  | 3              | Paus/Ouros/Espadas |
| 9             | 8           | 4+4         | 40-100 Ulti                        | -                 | -                  | 3              | Paus/Ouros/Espadas |
| 10            | 8           | 8           | 40-100 de Copas                    | -                 | 4                  | 6              | Copas              |
| 10            | 8           | 8           | 20-100                             | -                 | 2                  | 3              | Paus/Ouros/Espadas |
| 11            | 9           | 4+4+1       | Ulti Quatro Ases                   | 2                 | -                  | 3              | Paus/Ouros/Espadas |
| 12            | 10          | 8+2         | Quatro Ases de Copas               | 4                 | 4                  | 6              | Copas              |
| 13            | 10          | 8+2         | Ulti de Copas                      | 4                 | -                  | 6              | Copas              |
| 14            | 10          | 4+6         | 40-100                             | -                 | 2                  | -              | Paus/Ouros/Espadas |
| 14            | 10          | 4+6         | Ulti Capote                        | -                 | -                  | -              | Paus/Ouros/Espadas |
| 15            | 10          | 10          | Nulo dobrado / Nulo de Copas*      | -                 | -                  | -              | -                  |
| 16            | 12          | 4+4+4       | 40-100 Ulti Quatro Ases            | -                 | -                  | 3              | Paus/Ouros/Espadas |
| 17            | 12          | 8+4         | 20-100 Quatro Ases                 | -                 | 2                  | 3              | Paus/Ouros/Espadas |
| 18            | 12          | 8+4         | 20-100 Ulti                        | -                 | -                  | 3              | Paus/Ouros/Espadas |
| 19            | 12          | 12          | Capote dobrado sem trunfo          | -                 | -                  | -              | -                  |
| 19            | 12          | 12          | Capote de Copas                    | -                 | 4                  | -              | Copas              |
| 19            | 12          | 12          | Capote Aberto                      | -                 | 2                  | -              | Paus/Ouros/Espadas |
| 20            | 14          | 4+4+6       | 40-100 Ulti Capote                 | -                 | -                  | -              | Paus/Ouros/Espadas |
| 21            | 14          | 8+6         | 20-100 Capote                      | -                 | 2                  | -              | Paus/Ouros/Espadas |
| 22            | 16          | 8+4+4       | 20-100 Ulti Quatro Ases            | -                 | -                  | 3              | Paus/Ouros/Espadas |
| 23            | 16          | 8+8         | 40-100 Quatro Ases de Copas        | -                 | 4                  | 6              | Copas              |
| 23            | 16          | 8+8         | 40-100 Ulti de Copas               | -                 | -                  | 6              | Copas              |
| 23            | 16          | 4+12        | 40-100 Capote Aberto               | -                 | 2                  | -              | Paus/Ouros/Espadas |
| 23            | 16          | 4+12        | Ulti Capote Aberto                 | -                 | -                  | -              | Paus/Ouros/Espadas |
| 24            | 16          | 16          | 20-100 de Copas                    | -                 | 4                  | 6              | Copas              |
| 25            | 18          | 8+8+2       | Ulti Quatro Ases de Copas          | 4                 | -                  | 6              | Copas              |
| 26            | 18          | 8+4+6       | 20-100 Ulti Capote                 | -                 | -                  | -              | Paus/Ouros/Espadas |
| 27            | 20          | 4+4+12      | 40-100 Ulti Capote Aberto          | -                 | -                  | -              | Paus/Ouros/Espadas |
| 28            | 20          | 8+12        | 40-100 Capote de Copas             | -                 | 4                  | -              | Corações (Copas)   |
| 28            | 20          | 8+12        | Ulti Capote de Copas               | -                 | -                  | -              | Corações (Copas)   |
| 28            | 20          | 8+12        | 20-100 Capote Aberto               | -                 | 2                  | -              | Paus/Ouros/Espadas |
| 29            | 20          | 20          | Nulo Aberto                        | -                 | -                  | -              | -                  |
| 30            | 24          | 8+8+8       | 40-100 Ulti Quatro Ases de Copas   | -                 | -                  | 6              | Copas              |
| 31            | 24          | 8+4+12      | 20-100 Ulti Capote Aberto          | -                 | -                  | -              | Paus/Ouros/Espadas |
| 32            | 24          | 16+8        | 20-100 Quatro Ases de Copas        | -                 | 4                  | 6              | Copas              |
| 33            | 24          | 16+8        | 20-100 Ulti de Copas               | -                 | -                  | 6              | Copas              |
| 34            | 24          | 24          | Capote Aberto de Copas             | -                 | -                  | -              | Copas              |
| 34            | 24          | 24          | Capote Aberto sem Trunfo           | -                 | -                  | -              | -                  |
| 35            | 28          | 8+8+12      | 40-100 Ulti Capote de Copas        | -                 | -                  | -              | Copas              |
| 36            | 28          | 16+12       | 20-100 Capote de Copas             | -                 | 4                  | -              | Copas              |
| 37            | 32          | 16+8+8      | 20-100 Ulti Quatro Ases de Copas   | -                 | -                  | 6              | Copas              |
| 38            | 32          | 8+24        | 40-100 Capote Aberto de Copas      | -                 | 4                  | -              | Copas              |
| 38            | 32          | 8+24        | Ulti Capote Aberto de Copas        | -                 | -                  | -              | Copas              |
| 39            | 36          | 16+8+12     | 20-100 Ulti Capote de Copas        | -                 | -                  | -              | Copas              |
| 40            | 40          | 8+8+24      | 40-100 Ulti Capote Aberto de Copas | -                 | -                  | -              | Copas              |
| 41            | 40          | 16+24       | 20-100 Capote Aberto de Copas      | -                 | 4                  | -              | Copas              |
| 42            | 48          | 16+8+24     | 20-100 Ulti Capote Aberto de Copas | -                 | -                  | -              | Copas              |

* O nome Nulo dobrado e Nulo de Copas são ambos comumente usados, no entanto, o último nome sugere um naipe de trunfo, apesar do Nulo ser um lance sem naipe de trunfo. O sufixo enganoso apenas aponta para o fato de que a aposta tem o dobro do valor e seu uso é desaconselhado.

### Leilão
O leilão é conduzido de uma forma incomum, praticamente exclusiva do Ulti. O jogador à direita do carteador recebe 2 cartas extras (chamada viúva). Ele é obrigado a selecionar 2 cartas da sua mão, colocá-las viradas para baixo na mesa, sem mostrá-las, e fazer um lance.
Depois disso, cada jogador pode passar ou então pegar a viúva e fazer um lance. Passar não impede que o jogador dê lance novamente depois. O jogador que fez o lance pode pegar a viúva novamente se os outros dois jogadores passarem. Um jogador que pega a viúva deve declarar um lance do que o anterior, e então colocar quaisquer 2 cartas viradas para baixo na mesa para formar novamente a viúva. Isso continua até que todos os jogadores passem, então o solista anuncia o naipe de trunfo, a menos que o jogo seja "sem trunfo" ou "Copas", e os outros 2 jogadores se tornam a equipe defensora. Todas as duplicações ocorrem após o final do leilão e antes do final da primeira rodada.
Em uma variação específica do jogo, o leilão ocorre em duas rodadas. Na primeira rodada, cada jogador recebe 5 cartas. O jogador à direita do carteador dá o lance primeiro com todos os outros jogadores com direito a declarar seu lance, no sentido anti-horário. Eles devem passar ou anunciar um lance mais alto, tendo em mente que o valor de todos os lances (e duplicações) é duas vezes maior na primeira rodada do que normalmente. O jogador que ganhar o leilão da primeira rodada recebe duas cartas extras do carteador, então cada jogador - começando pelo jogador à direita do carteador - recebe mais 5 cartas. O jogador que venceu a primeira rodada do leilão seleciona 2 cartas e as coloca viradas para baixo, confirmando seu lance da primeira rodada ou aumentando-o, mas com o mesmo naipe de trunfo. Depois disso, o leilão continua como no jogo normal.
Ressalte-se que nesta versão o lance vencedor da primeira rodada de lances (incluindo seu valor) permanece válido na segunda rodada, até que outra pessoa (ou o próprio autor do lance) anuncie um lance maior.

### Dobrando (Kontra)
A duplicação dos lances (chamado kontra) ocorre no início do jogo, após o término do leilão. Apenas a equipe contrária à equipe que dobrou da última vez pode declarar outra duplicação, e estas podem continuar indefinidamente. Se nenhuma duplicação ocorreu ainda, apenas a equipe de defesa pode iniciá-la. Abaixo está a lista das duplicações mais comuns.
| Dobro                                 | Equipe que Declara | Multiplicador |
| ------------------------------------- | ------------------ | ------------- |
| Dobrar                                | Defensores         | × 2           |
| Redobrar                              | Solista            | × 4           |
| Surdouble                             | Defensores         | × 8           |
| Morddouble                            | Solista            | × 16          |
| Hirschdouble                          | Defensores         | × 32          |
| Fedák Sári                            | Solista            | × 64          |
| Wheeled Bicycle (Bicicleta com Rodas) | Defensores         | × 128         |

Observe que é muito incomum que a duplicação usada num jogo seja superior a redobrada e, portanto, certas duplicações de alto nível como "Fedák Sári" e "Bicicleta com Rodas" têm nomes inventados espontaneamente pelos jogadores que mais tarde se tornaram famosos. A duplicação pode chegar a ser superior a ×128, mas neste caso as duplicações não têm nomes fixos e, no caso muito raro de duplicação tão alta, os jogadores usam qualquer nome imaginário que primeiro venha à sua mente para nomeá-la.

### Jogo
O solista inicia a primeira vaza e o vencedor de cada vaza inicia a próxima. O naipe deve ser seguido e, se possível, a carta jogada deve ser de valor mais alto do que a que está vaza atual. Se não for possível seguir o naipe, uma carta do naipe de trunfo deve ser jogada. Se nem carta do naipe inicial, nem de carta de trunfo for possível, qualquer carta pode ser jogada. O jogador que jogar a carta mais alta (qualquer trunfo é maior do que qualquer carta de qualquer outro naipe) vence a vaza e inicia a próxima vaza.
Em um jogo com naipe de trunfo, qualquer jogador que tenha um casamento a declarar deve fazê-lo ao jogar a primeira rodada, ou seu casamento não poderá ser reivindicado mais tarde. Todos os casamentos declarados pela equipe defensora contam para a pontuação dos dois jogadores. Em um jogo de 100 pontos, o solista pode declarar apenas o casamento cujo valor ele declarou no lance.
Num jogo com contrato Ulti, o solista não pode iniciar uma ou jogar o 7 de trunfo antes da última vaza, a menos que seja forçado pelas regras do jogo.

### Pontuação
Se ganhar, o solista recebe de cada adversário o valor do lance que ele declarou; se perder, ele paga o mesmo valor só que a cada adversário, portanto quando o solista vence, cada membro da equipe defensora perde o valor declarado no lance, mas se perder, o solista perde o dobro do lance que ele declarou. Se as pontuações escritas forem utilizadas, é suficiente apenas somar ou subtrair o valor dos pontos do solista.
Na Hungria, o jogo geralmente é jogado com apostas reais, mas como a moeda de menor valor é de 5 forins, se joga com uma unidade de 10 forins por ponto. Nesse caso, os pontos não são mantidos no papel, em vez disso, se paga com dinheiro após cada jogo.

### Lances Não Declarados
| Lance não declarado       | Aplicado nos lances                       | Condições de vitória                                            | Condições de derrota                                                        | Valor em pontos          |
| ------------------------- | ----------------------------------------- | --------------------------------------------------------------- | --------------------------------------------------------------------------- | ------------------------ |
| 100 não declarado         | Jogo Simples, Ulti, Quatro Ases           | O solista termina o jogo com uma pontuação de pelo menos 100.   | A equipe defensora termina o jogo com uma pontuação de pelo menos 100.      | 2                        |
| Quatro Ases não declarado | Jogo Simples, 40-100, Ulti, 20-100        | O solista ganha todas as vazas nas quais os Ases foram jogados. | A equipe defensora ganha todas as vazas em que os Ases foram jogados.       | 2                        |
| Ulti não declarado        | Jogo Simples, 40-100, Quatro Ases, 20-100 | O solista ganha a última vaza com o 7 de trunfo.                | A equipe defensora ganha a última vaza, onde o solista jogou o 7 de trunfo. | 2                        |
| Durch não declarado       | Jogo Simples, 40-100, Ulti, 20-100        | O solista ganha todas as vazas.                                 | O solista ganha tudo, exceto a última vaza.                                 | 3, 4 se for Jogo Simples |

Quando as condições de vitória são cumpridas, a equipe defensora perde o valor do lance não declarado, o dobro se o trunfo for Copas. Quando as condições de derrota são cumpridas, o solista perde o dobro do valor do lance não declarado, quadruplicado se o trunfo for Copas.